# Tazmasac
Tazmasac ist eine osttimoresische Aldeia im Suco Saburai (Verwaltungsamt Maliana, Gemeinde Bobonaro). 2015 lebten in der Aldeia 891 Menschen.

## Geographie
Tazmasac reicht vom Norden bis zum Nordosten des Sucos Saburai. Südlich liegt die Aldeia Cossal. Im Norden grenzt Tazmasac an den Suco Tapo/Memo, im Osten an den Suco Tapo und im Südosten an den Suco Leber. Im Westen liegt das Dorf Saburai, östlich davon, das Dorf Taz. Im Ort Saburai befinden sich eine Kapelle, eine Grundschule und der Stützpunkt Calohan der Unidade de Patrulhamento de Fronteira (UPF).

## Politik
2023 wurde Albito Tala zum Chefe de Aldeia gewählt.